# Hexarthrius rhinoceros rhinoceros
Hexarthrius rhinoceros rhinoceros es una subespecie de coleóptero de la familia Lucanidae.

## Distribución geográfica
Habita en Java  (Indonesia).